# Facelift (Alice in Chains)
Facelift is het debuutalbum van de Amerikaanse rockband Alice in Chains uit 1990. Het album werd van december 1989 tot april 1990 opgenomen in de London Bridge Studio in Seattle en in de Capitol Studios in Hollywood. De nummers We Die Young, Man in the Box, Sea of Sorrow en Bleed the Freak zijn hiervan als singles uitgegeven. Het nummer Man in the Box werd in 1992 genomineerd voor een Grammy Award voor Best Hard Rock Performance.

## Albumhoes
Oorspronkelijk was het concept voor de hoes om de gezichten van alle vier de leden samen te voegen tot één uitdrukking, maar er is uiteindelijk gekozen voor een foto van de bassist Mike Starr. Na het zien van de foto besloot de band het album Facelift te noemen. Het oorspronkelijke concept verscheen jaren later in het verzamelalbum Music Bank.

## Nummers
| Nr. | Titel                      | Duur |
| --- | -------------------------- | ---- |
| 1.  | We Die Young               | 2:32 |
| 2.  | Man in the Box             | 4:46 |
| 3.  | Sea of Sorrow              | 5:49 |
| 4.  | Bleed the Freak            | 4:01 |
| 5.  | I Can't Remember           | 3:42 |
| 6.  | Love, Hate, Love           | 6:26 |
| 7.  | It Ain't Like That         | 4:37 |
| 8.  | Sunshine                   | 4:44 |
| 9.  | Put You Down               | 3:16 |
| 10. | Confusion                  | 5:44 |
| 11. | I Know Somethin (Bout You) | 4:22 |
| 12. | Real Thing                 | 4:03 |